# Літія-Спрінгс (Джорджія)
Літія-Спрінгс (англ. Lithia Springs) — переписна місцевість (CDP) в США, в окрузі Дуглас штату Джорджія. Населення — 16 644 особи (2020).

## Географія
Літія-Спрінгс розташована за координатами 33°46′57″ пн. ш. 84°38′55″ зх. д. / 33.78250° пн. ш. 84.64861° зх. д. (33.782487, -84.648488).  За даними Бюро перепису населення США в 2010 році переписна місцевість мала площу 35,37 км², з яких 35,24 км² — суходіл та 0,13 км² — водойми.

## Демографія
Згідно з переписом 2010 року, у переписній місцевості мешкала 15 491 особа в 5899 домогосподарствах у складі 3825 родин. Густота населення становила 438 осіб/км².  Було 6713 помешкання (190/км²).
Расовий склад населення:
| - 45,7 % — білих - 40,1 % — чорних або афроамериканців - 1,4 % — азіатів - 0,4 % — корінних американців - 0,2 % — вихідців з тихоокеанських островів - 9,5 % — осіб інших рас |

До двох чи більше рас належало 2,7 %. Частка іспаномовних становила 17,6 % від усіх жителів.
За віковим діапазоном населення розподілялося таким чином: 27,3 % — особи молодші 18 років, 63,9 % — особи у віці 18—64 років, 8,8 % — особи у віці 65 років та старші. Медіана віку мешканця становила 33,0 року. На 100 осіб жіночої статі у переписній місцевості припадало 97,0 чоловіків;  на 100 жінок у віці від 18 років та старших — 94,4 чоловіків також старших 18 років.
Середній дохід на одне домашнє господарство  становив 50 077 доларів США (медіана — 37 488), а середній дохід на одну сім'ю — 55 723 долари (медіана — 44 160). Медіана доходів становила 34 741 долар для чоловіків та 31 494 долари для жінок. За межею бідності перебувало 31,3 % осіб, у тому числі 47,2 % дітей у віці до 18 років та 13,9 % осіб у віці 65 років та старших.
Цивільне працевлаштоване населення становило 7395 осіб. Основні галузі зайнятості: роздрібна торгівля — 17,8 %, освіта, охорона здоров'я та соціальна допомога — 17,0 %, будівництво — 13,9 %, транспорт — 11,4 %.